# Cappella della Madonna dei Prati
La cappella della Madonna dei Prati, o cappella Dall'Avo, è una piccola chiesa sussidiaria a Vigo Meano, frazione di Trento. Risale all'inizio del XVIII secolo.

## Storia
Il piccolo luogo di culto venne edificato nel 1700 come cappella di famiglia dai mercanti di seta Dall'Avo che si trasferirono in Trentino nel 1675 provenendo da Bergamo e che come Von Vigberg ottennero nel 1697 il titolo di famiglia nobile del Sacro Romano Impero.

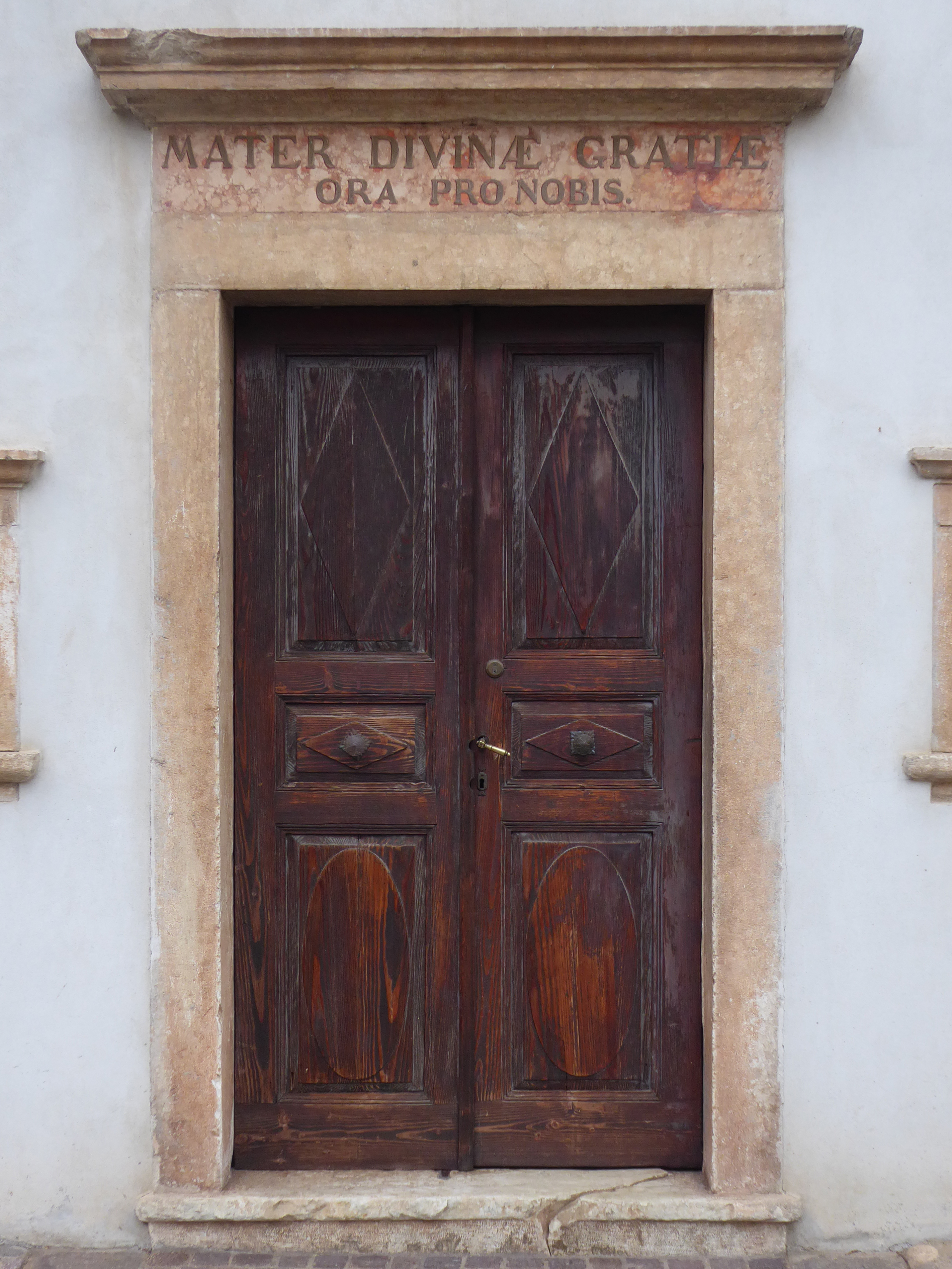
Porta della cappella della Madonna dei Prati.

Un componente della famiglia partecipò alla guerra contro i turchi, in Ungheria, e quando nel 1683 tornò portò con sé la copia del dipinto raffigurante la Madonna Coronata che era custodita nel collegio dei Gesuiti e il cui originale si trova nella basilica di Santa Maria Maggiore a Roma. Secondo la tradizione tale dipinto sarebbe opera di san Luca, che venne ritenuto anche un pittore.
Nel corso dei secoli l'edificio divenne proprietà di altre famiglie, tra queste i Bortolotti Lunel. All'inizio del XX secolo fu oggetto di vari interventi come la costruzione della parte absidale, della sacrestia e della piccola torre campanaria. In quel periodo venne anche rifatta la pavimentazione della piccola sala e furono sistemate le finestre.
Il dipinto della Madonna presente nella sala fu gravemente danneggiato nel 2004.

## Descrizione
La piccola chiesa è vicina alla residenza dei Dall'Avo, nell'abitato di Vigo Meano.
La facciata è semplice, a capanna con due spioventi. La porta è architravata e nella fascia porta la scritta: "MATER DIVINAE GRATIAE ORA PRO NOBIS".
L'interno è a navata unica e vi si conserva il quadro raffigurante la Madonna Coronata che, secondo la tradizione, vi è stato portato dal collegio dei Gesuiti in Ungheria, legato al Collegio Germanico-Ungarico, ed è una delle copie seicentesche della Madonna di San Luca o Madonna delle Nevi fatte dipingere in quel periodo dai Gesuiti per le loro chiese.